# Planetaire grenzen

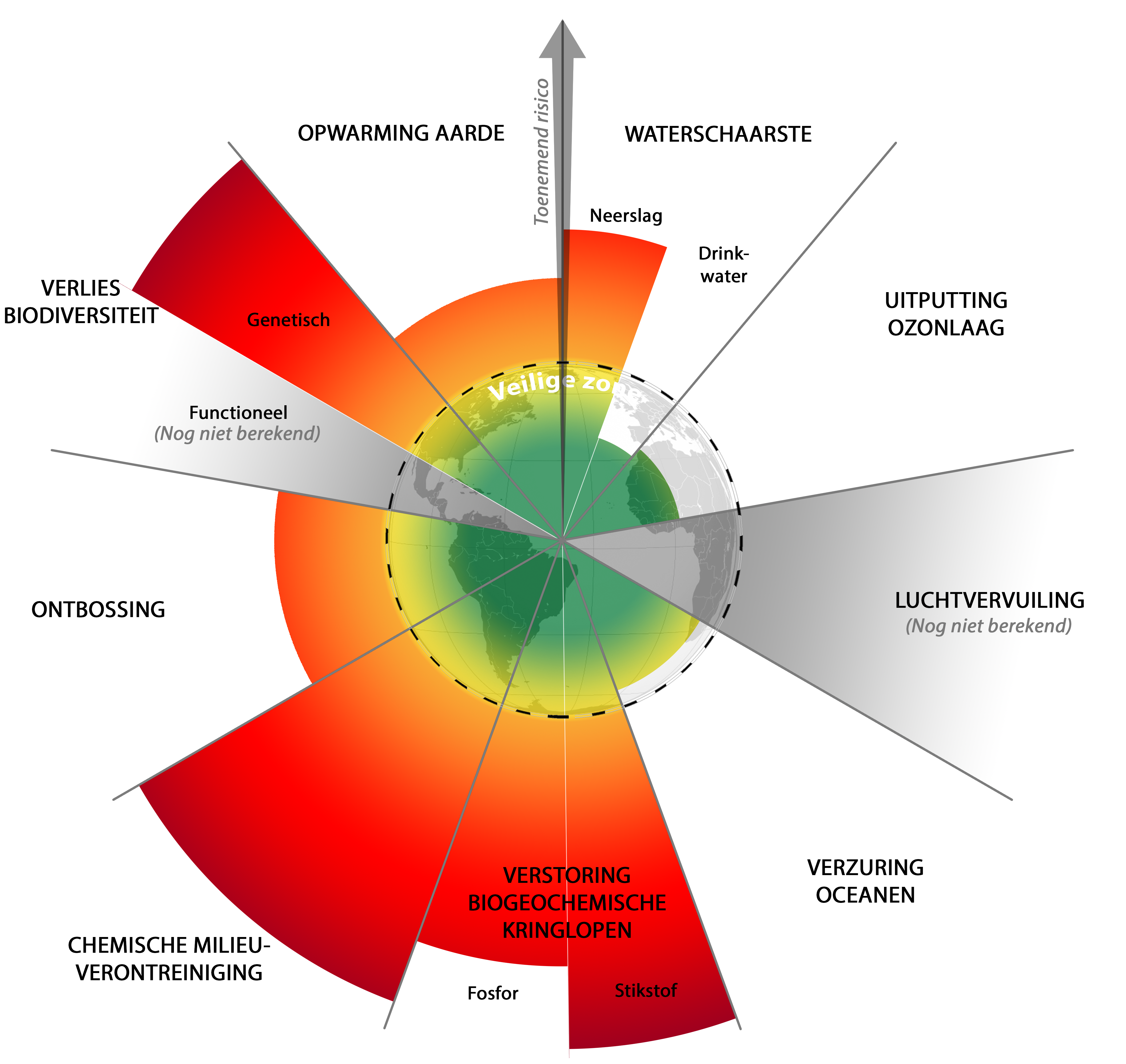
Planetaire grenzen (2022)

Het begrip planetaire grenzen (van de planeet Aarde) werd in 2009 geïntroduceerd in het wetenschappelijk tijdschrift Nature. De auteurs stellen negen planetaire grenzen vast waarbinnen de mensheid moet navigeren om duurzaam gebruik te kunnen blijven maken van de hulpbronnen van de planeet Aarde.
Het concept is gebaseerd op wetenschappelijk bewijs dat menselijk handelen sinds de industriële revolutie de belangrijkste oorzaak is van wereldwijde milieudegradatie. Het overschrijden van een of meer planetaire grenzen kan schadelijk of zelfs catastrofaal zijn omdat dit niet-lineaire, abrupte veranderingen in het milieu op continentale of planetaire schaal veroorzaakt.
| planetaire grens                          | omschrijving | status                                |
| ----------------------------------------- | --- | ------------------------------------- |
| 1. opwarming van de Aarde                 | CO2 in de atmosfeer | grens overschreden                    |
| 2. biodiversiteitsverlies                 | aantal soorten dat uitsterft per miljoen per jaar                                                                               | grens overschreden                    |
| 3a. stikstofkringloop 3b. fosforkringloop | hoeveelheid N2 per jaar die door de mens uit de atmosfeer wordt gehaald de hoeveelheid P per jaar die in de oceanen terechtkomt | grens overschreden bijna overschreden |
| 4. gat in de ozonlaag                     | concentratie ozon | niet overschreden                     |
| 5. oceaanverzuring                        | gemiddelde verzadigingsgraad van aragoniet in zeewater                                                                          | bijna overschreden                    |
| 6. waterschaarste                         | consumptie van zoetwater per persoon                                                                                            | bijna overschreden                    |
| 7. landgebruik                            | percentage land in gebruik door landbouw                                                                                        | bijna overschreden                    |
| 8. chemische verontreiniging              | concentratie toxische stoffen, plastics, hormoonverstorende stoffen, zware metalen, radioactief afval in het milieu             | grens overschreden                    |
| 9. aerosolen in de atmosfeer              | concentratie deeltjes in atmosfeer                                                                                              | nog geen status                       |

De eerste drie grenzen en grens 8 zijn reeds overschreden (rood), terwijl de planetaire grenzen 3 b, 5, 6, en 7 (blauw) spoedig hun grenzen zullen overschrijden. NB: de grenzen staan niet los van elkaar, ze beïnvloeden elkaar. Zo kan een grote verandering van landgebruik in de Amazone nadelige invloed hebben op zoetwaterhulpbronnen in Tibet. De grens 9 is nog niet gekwantificeerd.
Volgens een onderzoek van 14 wetenschappers is de planetaire grens 8 overschreden. Hun bevindingen zijn 18 januari 2022 gepubliceerd in Environmental Science & Technology. Auteurs van het artikel zijn o.a. Patricia Villarubia-Gómez van het Stockholm Resilience Centre en Bethanie Carney Almroth van de Universiteit van Göteborg.

## Kritiek
Hoewel het bestaan van grenzen op zich niet controversieel is, zijn de exacte waarden van de grenzen arbitrair. Het is niet zeker of de grens van 350 ppm CO2 een veilige grens is. Ook zijn wetenschappers het er nog niet over eens dat een uitstervingssnelheid (grens 2) van tien keer de achtergrondsnelheid juist is. Ondanks de huidige beperkingen is het vaststellen van de negen planetaire grenzen voor een veilig voortbestaan van de mensheid een veelbelovende eerste stap.

## De donut

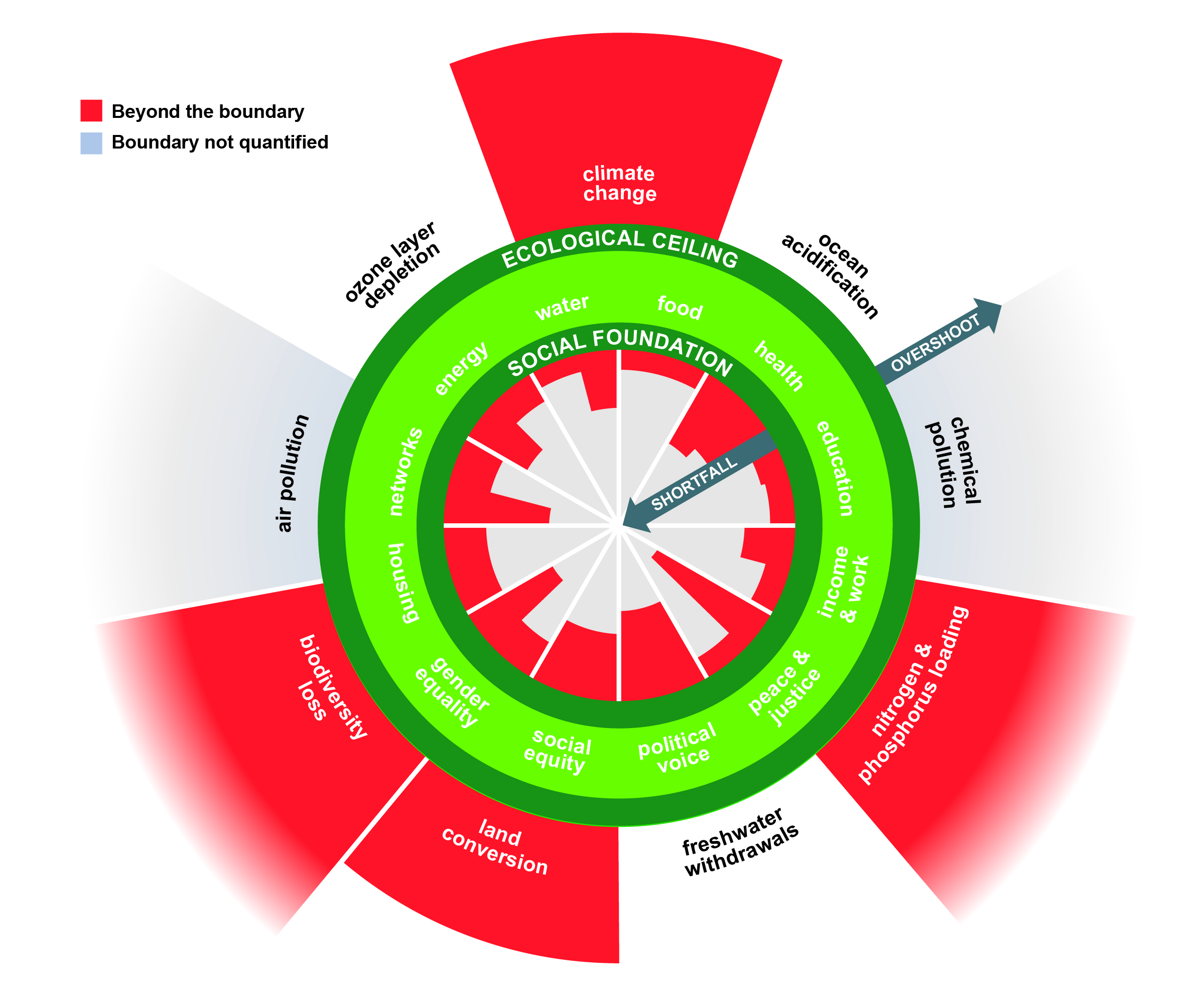
De Donut met indicatoren in welke mate de ecologische plafonds zijn overschreden en het sociaal fundament is bereikt op wereldschaal.

In 2012 constateerde Kate Raworth, die toen nog senior onderzoeker bij Oxfam was, dat het Rockström-concept geen rekening houdt met bevolkingsgroei. Zij stelde voor dat sociale grenzen zoals banen, onderwijs, voedsel, toegang tot water, gezondheidsvoorzieningen en energie een plaats moesten krijgen in het raamwerk van planetaire grenzen. Binnen de planetaire grenzen en het sociaal fundament ligt een donut-vormig gebied, dat het gebied is waar er een "veilige en rechtvaardige ruimte is voor de mensheid om te bloeien”. Deze constatering, vormde de basis van het Donut-model dat ze beschreef in haar boek Donuteconomie: In zeven stappen naar een economie voor de 21e eeuw.